# Hosa Upparahalli, Gauribidanur
Hosa Upparahalli là một làng thuộc tehsil Gauribidanur, huyện Chikkaballapur, bang Karnataka, Ấn Độ.